# Auguste d'Overschie de Neeryssche
Auguste Joseph Ghislain d'Overschie de Neeryssche (Brussel, 16 mei 1802 - Neerijse, 21 juni 1880) was een Belgisch senator en burgemeester.

## Levensloop
D'Overschie was een zoon van baron Maximilien d'Overschie en van Marie-Thérèse d'Argenteau d'Ochain. Maximilien was in 1816 in de adel erkend, met de titel van baron voor al zijn nakomelingen. Auguste trouwde met Philippine van der Linden d'Hooghvorst, dochter van Emmanuel van der Linden d'Hooghvorst lid van het Voorlopig Bewind. Het echtpaar kreeg vier kinderen. 
Hij werd katholiek senator voor het arrondissement Leuven van juni 1847 tot juni 1848. Hij werd opnieuw verkozen in 1856 en ditmaal bleef hij het mandaat uitoefenen tot aan zijn dood.
Hij was provincieraadslid van 1848 tot 1856 en vooral ook burgemeester van Neerijse vanaf 1836 tot aan zijn dood.
Van 1838 tot 1868 was hij luitenant-kolonel van de Burgerwacht.